# مسجد بارتينيت
مسجد بارتينيت (بالتتارية: Partenit Cami)‏، (بالأوكرانية: Партенітська мечеть)‏: هو مسجد مهدم في مستوطنة بارتينيت ذات الطراز الحضري في القرم. وهو نصب تذكاري ضمن التراث الثقافي لأوكرانيا برقم UA-01-103-0047.

## ملخص
لم يتم حفظ اسم المسجد. الجزء الرئيسي المتبقي هو إما مئذنة أو منبر. وهو مصنوع على شكل برج مربع من الحجر البري.
يحتوي الجدار على لوحة تُمجد الله مع اقتباسات من القرآن الكريم.
يوجد في مكان قريب جزء من الجدار الحجري، وهو كل ما تبقى من المسجد السابق. ليس بعيدًا يوجد منزل على طراز الهندسة المعمارية التقليدية لشبه جزيرة القرم القديمة، والذي كان يسكنه المُلا في السابق، وهو الآن الكنيسة الأرثوذكسية لبشارة السيدة العذراء مريم.

## التاريخ
يعود تاريخ الإنشاء إلى أواخر القرن الثامن عشر وحتى أوائل القرن التاسع عشر.
ظل بناء المسجد قائماً حتى الثمانينيات، وقد تم تدميره أثناء توسيع الطريق القديم، إلى جانب النافورة التقليدية القديمة، تشيشمي، التي كانت تقع بجواره.